# Katav-Ivanovsk
Huyện Katav-Ivanovsk (tiếng Nga: ? райо́н) là một huyện hành chính tự quản (raion), của Tỉnh Chelyabinsk, Nga. Huyện có diện tích 12 km², dân số thời điểm ngày 1 tháng 1 năm 2000 là 21800 người. Trung tâm của huyện đóng ở Katav-Ivanovsk.